# Hotaru no yomeiri
Hotaru no yomeiri (jap. ホタルの嫁入り) – manga autorstwa Oreco Tachibany, publikowana w serwisie Ura Sunday i aplikacji MangaONE wydawnictwa Shōgakukan od stycznia 2023.

## Fabuła
Akcja rozgrywa się w okresie Meiji. Satoko Kirigaya jest córką hrabiego, znaną ze swojej urody i pozycji, której nie zostało jednak wiele życia z powodu choroby serca, a jej jedynym marzeniem jest wyjście za mąż dla dobra rodziny. Niespodziewanie jednak jej spokojna egzystencja zostaje zakłócona przez atak tajemniczego zabójcy, Shinpeia Goto. W akcie desperacji Satoko proponuje mu małżeństwo. Choć miał to być tylko fałszywy związek, Shinpei okazuje się mężczyzną pełnym miłości. Z czasem jego głęboka miłość porusza serce Satoko, a jej poczucie winy związane z fałszywym narzeczeństwem zaczyna narastać. 

## Publikacja serii
Pierwszy rozdział mangi został opublikowany w serwisie Ura Sunday i aplikacji MangaONE 1 stycznia 2023. Następnie wydawnictwo Shōgakukan rozpoczęło zbieranie rozdziałów do wydań w formacie tankōbon, których pierwszy tom ukazał się 19 czerwca tego samego roku.
25 lipca 2025 wydawnictwo Studio JG ogłosiło wydanie mangi w Polsce, natomiast premiera przewidziana jest na listopad.
| Nr | Język japoński   | Język japoński         | Język polski  | Język polski |
| Nr | Data wydania     | ISBN                   | Data wydania  | ISBN         |
| -- | ---------------- | ---------------------- | ------------- | ------------ |
| 1  | 19 czerwca 2023  | ISBN 978-4-09-852147-0 | listopad 2025 |              |
| 2  | 12 września 2023 | ISBN 978-4-09-852825-7 | —             |              |
| 3  | 19 grudnia 2023  | ISBN 978-4-09-853064-9 | —             |              |
| 4  | 18 kwietnia 2024 | ISBN 978-4-09-853211-7 | —             |              |
| 5  | 19 sierpnia 2024 | ISBN 978-4-09-853526-2 | —             |              |
| 6  | 19 grudnia 2024  | ISBN 978-4-09-853762-4 | —             |              |
| 7  | 18 marca 2025    | ISBN 978-4-09-854039-6 | —             |              |
| 8  | 18 czerwca 2025  | ISBN 978-4-09-854111-9 | —             |              |

## Odbiór
Do czerwca 2025 seria rozeszła się w nakładzie 2,7 miliona egzemplarzy.
Manga zdobyła piąte miejsce w konkursie Tsutaya Comic Award. W przewodniku Kono manga ga sugoi! 2024 wydawnictwa Takarajimasha seria uplasowała się na dziewiątej pozycji w kategorii najlepszych mang dla kobiet. W 2024 roku zdobyła także nagrodę główną w konkursie „Minna ga erabu!! Denshi Comic taishō”, organizowanym przez NTT Solmare. W tym samym roku zajęła pierwsze miejsce w rankingu Najczęściej Polecanych Komiksów przez Pracowników Księgarni w Japonii. Seria została również nominowana do 48. edycji nagrody Kōdansha Manga w kategorii shōjo. W plebiscycie Next Manga Award 2024 zajęła dziesiąte miejsce w kategorii najlepsza manga internetowa, natomiast w 2025 roku zajęła trzecie miejsce w ankiecie AnimeJapan dotyczącej mang, które fani najbardziej chcieliby zobaczyć w formie anime.